# دائرة الفقر

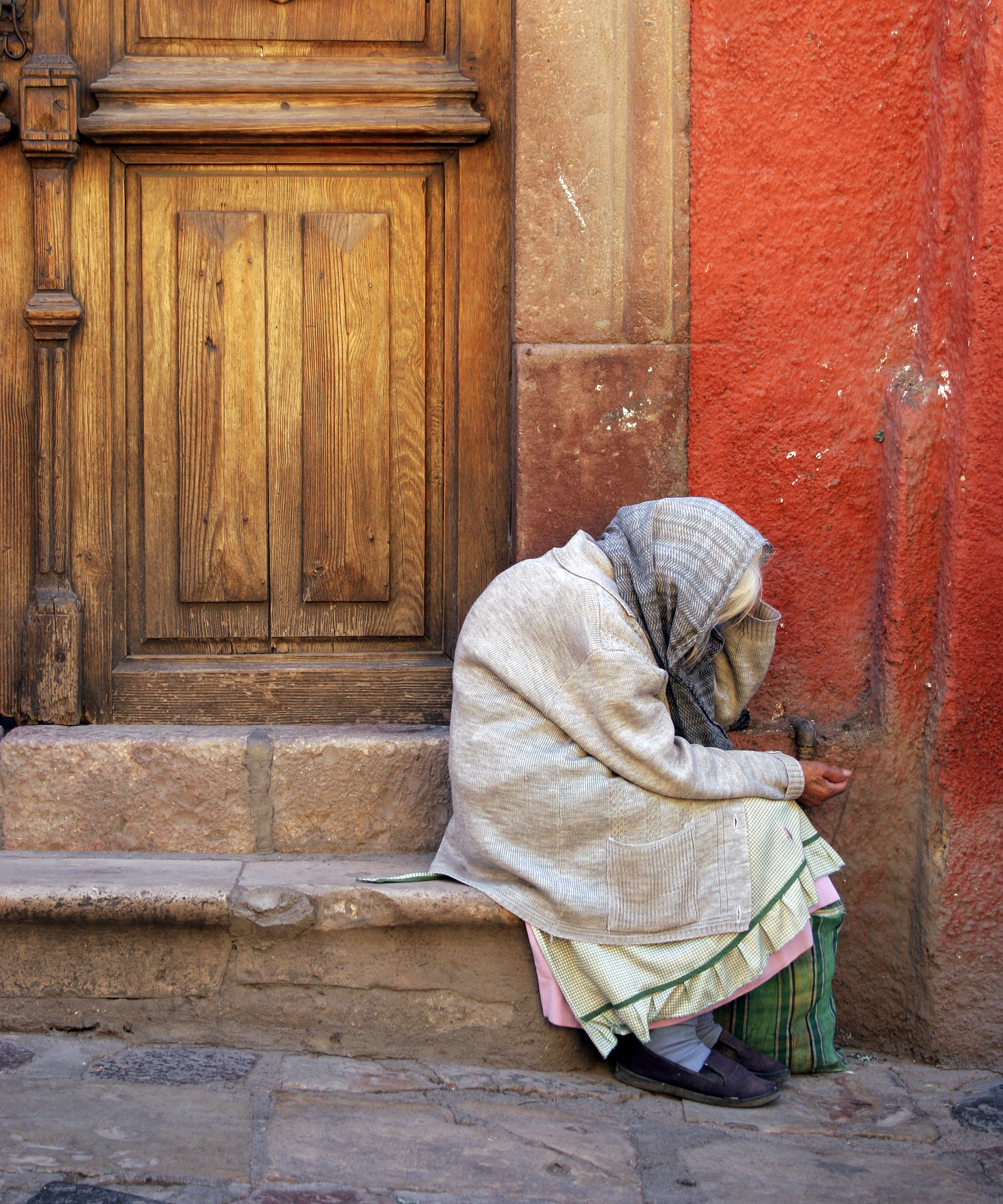

في مجال الاقتصاد، تعرف دائرة الفقر بأنها «مجموعة من العوامل أو الأحداث التي من المرجح أن يستمر فيها الفقر، حالما يبدأ، ما لم يكن هناك تدخل خارجي».
وقد عرفت دائرة الفقر بأنها ظاهرة تصبح فيها الأسر الفقيرة فقيرة لثلاثة أجيال على الأقل، أي لفترة كافية من الوقت لا تحوي الأسرة أسلافا أحياء ملاكين يمكنهم نقل رأس المال الفكري والاجتماعي والثقافي اللازم للبقاء خارجها أو تغيير حالة الفقر. لدى حساب طول الأجيال المتوقع ومدة عمر الأسلاف، فإن عمر الوالدين الوسيط المتدني يوازنه العمر الأقصر في العديد من هذه المجموعات.
لهذه الأسر موارد محدودة أو معدومة. هناك العديد من المعوقات التي تعمل معا في عملية دائرية تجعل من المستحيل تقريبا أن يكسر الأفراد الدائرة. ويحدث ذلك عندما لا تتوفر لدى الفقراء الموارد اللازمة للخروج من الفقر، مثل رأس المال المالي أو التعليم أو العلاقات. وبعبارة أخرى، لا يستطيع الأفراد الفقراء الحصول على الموارد الاقتصادية والاجتماعية نتيجة لفقرهم. وهذا المعوّق قد يزيد من فقرهم. مما قد يعني أن الفقراء سيبقون فقراء طوال حياتهم. يشار أيضا إلى هذه الدائرة بأنها «نمط» من السلوكيات والحالات التي لا يمكن تغييرها بسهولة.
ويمكن تسمية دائرة الفقر ب «فخ التنمية»  أو «فخ الفقر» عندما يطبق على البلدان.
يميز روبي ك. باين، مؤلف إطار عمل لفهم الفقر، بين الفقر الظرفي، الذي يمكن أن يعزى عموما إلى حادث محدد في حياة الفرد أو أفراد الأسرة الفقراء، والفقر عابر للأجيال، وهي دورة تمر من جيل إلى جيل، ويخلص إلى أن للفقر العابر للأجيال أنماط خاصة من الثقافة والاعتقادات.

## أسباب دائرة الفقر
- انخفاض الإنتاجية.[5]
- انخفاض الراتب.[5]
- ضعف البنية التحتية والحكم.
- فشل الأعمال.
- الجهل ونقص المهارات والتكنولوجيا.[6]

- عدم الصحة أو الأمراض.[6]
- النكبة.
- عدم القدرة على الوصول للموارد مثل الأراضي والموارد المالية والمعلومات والمساعدة التقنية.
- عدم وجود تعليم مستمر.[6]
- نقص التعليم والمعرفة.[5]
- البطالة.
- الحالة الاجتماعية: أبوة أو أمومة فردية.
- اعتقاد المرء بأنه محدود الذات ومقدر له البقاء محاصرًا في الفقر.[6]
- اعتقاد المرء بأنه ضحية وعاجز عن التحرر من الفقر.[6]
- الاضطهاد البنيوي.
- الحصار الجماعي.[7]

## الآثار على الأطفال
رحمة الأطفال هي الغالبة في دائرة الفقر.لأن الطفل يتبع الوصي عليه، فإذا كان وصي الطفل في فقر، سيكون الطفل فقرا أيضا. فمن المستحيل ان يخرج الطفل نفسه من هذه الدائرة بسبب عمرة وقلة الخبرة وانعدام فرص العمل وما إلى ذلك.لأن الأطفال في سن مبكر يجنون يحملون معهم لا محاله ما يعانون منه من الفقر إلى حياتهم وهم كبار. «الطفولة يضع الاساسات اعتمادا على قدرات الأطفال واهتماماتهم ودوافعهم». بالتالي إذا تعلموا سلوكيات متعلقة بالفقر في طفولتهم، فإنها في الغالب ستدوم.
وقد أظهرت الدراسات أن هيكل الأسرة أحياناً مايكون له اتصال بفقر الطفولة. وتظهر معظم الدراسات أيضا حول هذا الموضوع أن الأطفال الذين هم في حالة فقر عادة ما يأتون من الأسر ذات العائل الواحد (الامومي غالباً). في عام 1997، جاء ما يقرب من 8.5 مليون (57%) الأطفال الفقراء في الولايات المتحدة من الأسر ذات العائل الواحد. مع معدل زيادة الطلاق وزيادة عدد الأطفال الذين يولدون خارج نطاق الزوجية، فإن عدد الأطفال الذين يولدون في أسر ذات العائل الواحد يزداد. ومع ذلك فهذا لا يعني أن الطفل/الأطفال الفقراء سيعانون من ذلك.
وفقا أشوورث، هيل، وووكر (2004)، الأطفال الفقراء في المناطق الحضرية والريفية على السواء من الأرجح أن تكون معزولة عن تخصصهم في المدارس والأحياء والمجتمعات المحلية. من الطبيعة البشرية أن تكون العلاقات مع الآخرين ولكن عندما يكون الطفل معزول نظراً لوضعهم الاجتماعي والاقتصادي، فمن الصعب التغلب على ذلك إذا لم يتحسن الوضع. لذلك، يكون الأطفال الفقراء أيضا علاقات متوترة أكثر، مما يؤدي أحياناً إلى السلوك الشاذ، التصرف باندفاع أو سلوكيات أخرى غير المبررة.
وهناك برامج لمعالجة احتياجات الأطفال الفقراء على وجه التحديد. المركز المتميز فرانسيس ماريون الجامعة «لإعداد المعلمين للأطفال الفقراء» لدى عدد من المبادرات المخصصة لتزويد المعلمين لتكون أكثر فعالية في رفع مستوى الإنجاز لأطفال الفقر. فهو يقع في ولاية كارولينا الجنوبية، يقدم المركز تدريب المعلمين مباشرة، وكذلك يسهل البحث في مجال الفقر والإنجاز المدرسي.